# Římskokatolická farnost – děkanství Osek u Duchcova
Římskokatolická farnost – děkanství Osek u Duchcova (něm. Ossegg) je církevní správní jednotka sdružující římské katolíky na území města Osek a v jeho okolí. Organizačně spadá do teplického vikariátu, který je jedním z 10 vikariátů litoměřické diecéze.

## Historie farnosti
Farnost v Oseku vznikla neznámo kdy. Od roku 1199 zde fungoval cisterciácký klášter. Cisterciáci se podíleli určitou měrou i na místní duchovní správě (při farním kostele byla duchovní správa česká, při klášterním německá). Farnost byla v roce 1917 povýšena na děkanství. Osudy farnosti jsou poměrně úzce provázány s dějinami místního kláštera.
Po roce 1945 museli němečtí cisterciáci z oseckého kláštera odejít, farnost však zůstali spravovat cisterciáci čeští. V 90. letech 20. století bylo již děkanství administrováno ex currendo z Duchcova či Hrobu. Farní kostel byl uzavřen (bývala v něm pouze poutní bohoslužba 1× ročně) a věřící docházeli na bohoslužby do klášterního kostela (v klášteře opět fungovala cisterciácká komunita). V roce 2008 se působení cisterciáků v Oseku přerušilo, a správu farnosti převzal administrátor z Mariánských Radčic, později z Bohosudova. Tento stav trvá na počátku roku 2020.

### Duchovní správcové vedoucí farnost

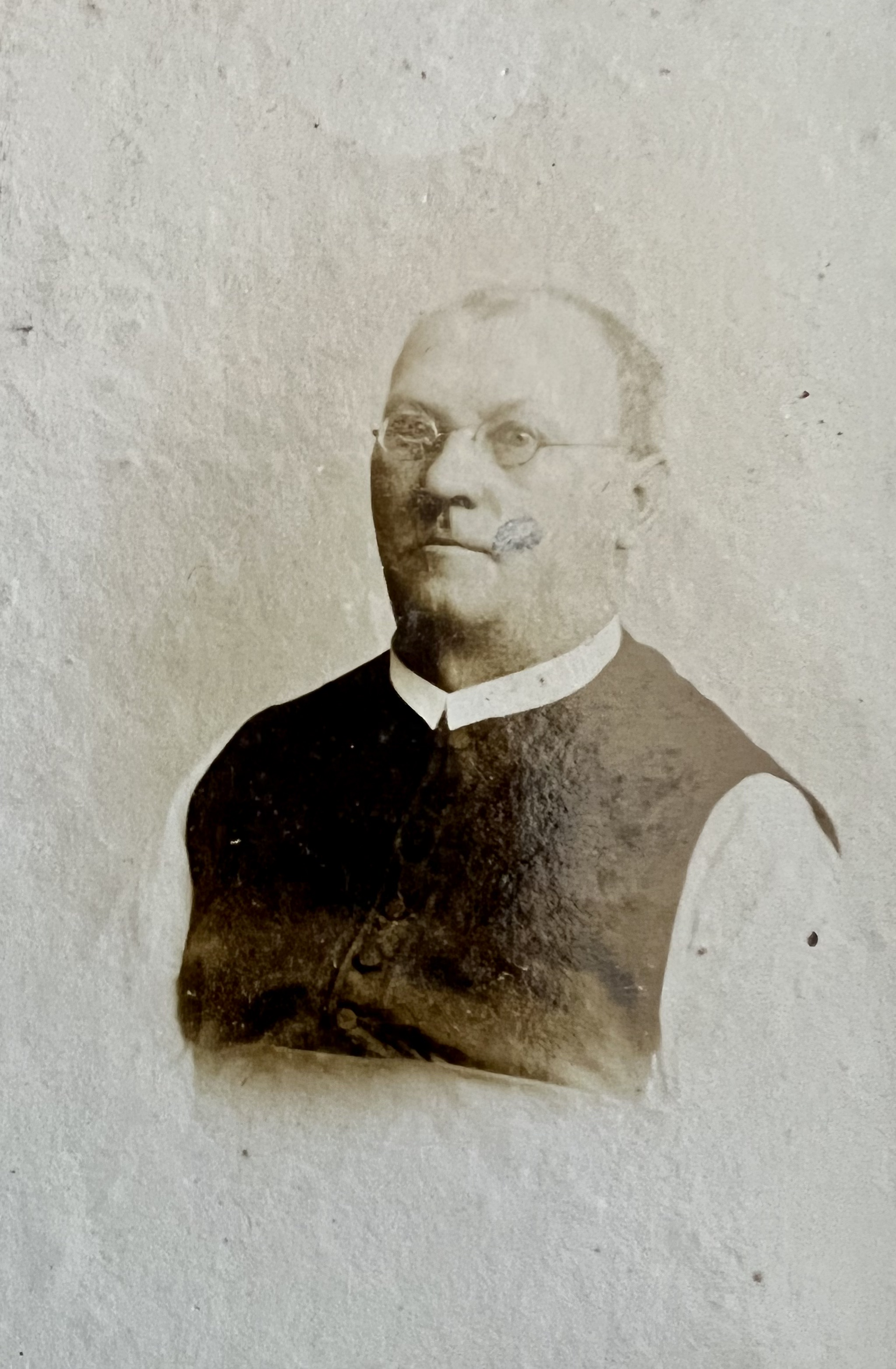
Farář P. Engelbertus Josephus Richter, Ord. Cist. v r. 1905

Farnost byla od svého počátku spravována cisterciáckými mnichy z místního kláštera.

Začátek působnosti jmenovaného v duchovní správě farnosti od:
- 1765 Philippus Figalla O. Cist.
- 1773 Albericus Baader O. Cist., † 4. 5. 1788
- 1780 Paul. Kubitz O. Cist., † 11. 4. 1802
- 1802 Procop. Pruch O. Cist., † 4. 4. 1811
- 1804 Ign. Rhön O. Cist., † 5. 11. 1811
- 1811 Rud. Biber O. Cist., † 19. 8. 1817
- 1817 admin. vacat, coop. Simon. Kny O. Cist.
- 1817 Eugen. Effenberger O. Cist., n. 22. 1. 1756 Lusat Königshain., o. 23. 5. 1787, † 1. 7. 1836
- 1820 Wenc. Francl O. Cist., n. 29. 5. 1777 Johnsdorfens., o. 6. 9. 1803, † 15. 2. 1852
- 1822 Anast. Klukhen O. Cist., n. 20. 11. 1752 Schlaggenwald, o. 4. 6. 1782, † 12. 1. 1836
- 1828 Ign. Gregor. Müller O. Cist., n. 5. 12. 1779 Trubschicens., o. 8. 9. 1805, † 30. 4. 1849
- 1835 Simon. Kny O. Cist., n. 2. 10. 1778 Sebastiansberg., o. 14. 9. 1804, † 11. 2. 1843
- 1838 Franc. Ambros. Pannosch O. Cist., n. 8. 12. 1786 Caaden, o. 9. 8. 1811, † 27. 7. 1871
- 1861 Marian. Hanika O. Cist., n. 17. 6. 1809 Luditz., o. 3. 8. 1835, † 21. 12. 1876
- 1877 Albericus Hecht O. Cist., n. 31. 7. 1819 Braunau, o. 25. 7. 1844, † 2. 8. 1888
- 1879 Ludovic. Franc. Angermann O. Cist., n 30. 12. 1829 Labant., o. 20. 8. 1856, † 12. 9. 1906
- 1887 Engelb. Jos. Richter O. Cist., n. 15. 8. 1841 Lukavec., o. 29. 6. 1866, † 12. 4. 1915
- 1908 Julius Wenc. Schröter O. Cist., n 17. 1. 1846 Kutteslawitz, o. 25. 6. 1871, † 12. 6. 1910
- 1911 Max. Aloys. Maček O. Cist., n 3. 3. 1872 Gmünd, o. 7. 7. 1895
- 1921 Ign. Jos. Volke O. Cist., n 20. 7. 1865 Hauptmannsdorf, o. 17. 7. 1892, † 25. 4. 1925
- 1926 Jos. Franc. Czerny O. Cist., n 3. 12. 1878 Lobetsch, o. 12. 7. 1903, † 16. 3. 1940
- 1936 Aelredus Henr. Schneider O. Cist., n. 22. 7. 1879 Zwittau, o. 17. 7. 1904
- 1939 par. vacat
- 15. 11. 1939 Norbert. Ferd. Fischer O. Cist., n 25. 1. 1907 Obernitz, o. 24. 6. 1931, † 30. 11. 1965
- 1. 7. 1945 Sigism. Joann Kapic, O.Cist. (poslední cisterciák před komunistickou totalitou, poválečný formální převor a národní správce kláštera)
- v letech 1946-1950 ve farnosti působili rovněž salesiáni. Do r. 1950 byl mezi nimi i Vojtěch Basovník
- 1. 5. 1952 Dominik Jiří Mickel O. Cist.
- 1. 5. 1962 Stephan. Sivák
- 22. 2. 1963 Antonín Pospíšil
- 1. 6. 1963 Jaroslav Novosad
- 15. 3. 1994 Milan Matfiak
- 1. 6. 1999 Josef Hurt, admin. exc. z farnosti – děkanství Duchcov
- 1. 7. 2001 Štefan Pilarčík, admin. exc. z farnosti Hrob, přičemž bohoslužby vykonávali cisterciáci z místního kláštera
- 1. 10. 2008 Michael-Philipp Irmer, admin. exc. z Bohosudova
  - 21. 5. 2018 Christopher Cantzen, jáhen, od 4. 7. 2021 farní vikář[2]

Kromě kněží stojících v čele farnosti, působili ve farnosti v průběhu její historie i jiní kněží. Většinou pracovali jako farní vikáři, kaplani, katecheté, výpomocní duchovní aj.

## Římskokatolické sakrální stavby a místa kultu na území farnosti
| | Fotografie | Stavba                             | Místo          | Bohoslužby                      | Zeměpisné souřadnice             | Status           | Číslo kulturní památky                       |
| Kostely | Kostely    | Kostely                            | Kostely        | Kostely                         | Kostely                          | Kostely          | Kostely                                      |
| --- | ---------- | ---------------------------------- | -------------- | ------------------------------- | -------------------------------- | ---------------- | -------------------------------------------- |
| 1. |            | Kostel sv. Petra a Pavla           | Osek           | bližší informace o bohoslužbách | 50°37′17″ s. š., 13°42′16″ v. d. | farní kostel     | 42516/5-2720 (Pk•MIS•Sez•Obr•WD) (Q15290693) |
| 2. |            | Kostel Nanebevzetí Panny Marie     | Klášter Osek   | bližší informace o bohoslužbách | 50°37′16″ s. š., 13°41′38″ v. d. | klášterní kostel | 42489/5-2722 (Pk•MIS•Sez•Obr•WD) (Q15269142) |
| Kaple |            |                                    |                |                                 |                                  |                  |                                              |
| 3. |            | Kaple sv. Kateřiny                 | Osek           | bližší informace o bohoslužbách | 50°37′19″ s. š., 13°41′37″ v. d. | kaple            | 42489/5-2722 (Pk•MIS•Sez•Obr•WD) (Q15290689) |
| 4. |            | Kaple Nejsvětějšího srdce Ježíšova | Dlouhá Louka   | bližší informace o bohoslužbách | 50°38′41″ s. š., 13°38′57″ v. d. | kaple            | —                                            |
| 5. |            | Kaple Patronů Čech                 | Hrad Osek      | bližší informace o bohoslužbách | 50°37′53″ s. š., 13°39′58″ v. d. | kaple            | 85722/5-5608 (Pk•MIS•Sez•Obr•WD) (Q15360217) |
| 6. |            | Kaple Panny Marie a sv. Leonarda   | Háj u Duchcova | bližší informace o bohoslužbách | 50°37′47″ s. š., 13°42′35″ v. d. | kaplička         | —                                            |
| Některé drobné sakrální stavby a pamětihodnosti lze dohledat zde v databázi Drobné sakrální památky Zaniklé sakrální stavby lze dohledat zde v databázi Poškozené a zničené kostely, kaple a synagogy v České republice |            |                                    |                |                                 |                                  |                  |                                              |

Ve farnosti se mohou nacházet i další drobné sakrální stavby, místa římskokatolického kultu a pamětihodnosti, které neobsahuje tato tabulka.

## Příslušnost k farnímu obvodu
Z důvodu efektivity duchovní správy byl vytvořen farní obvod (kolatura) farnosti Bohosudov, jehož součástí je i farnost-děkanství Osek u Duchcova, která je tak spravována excurrendo.

## Galerie

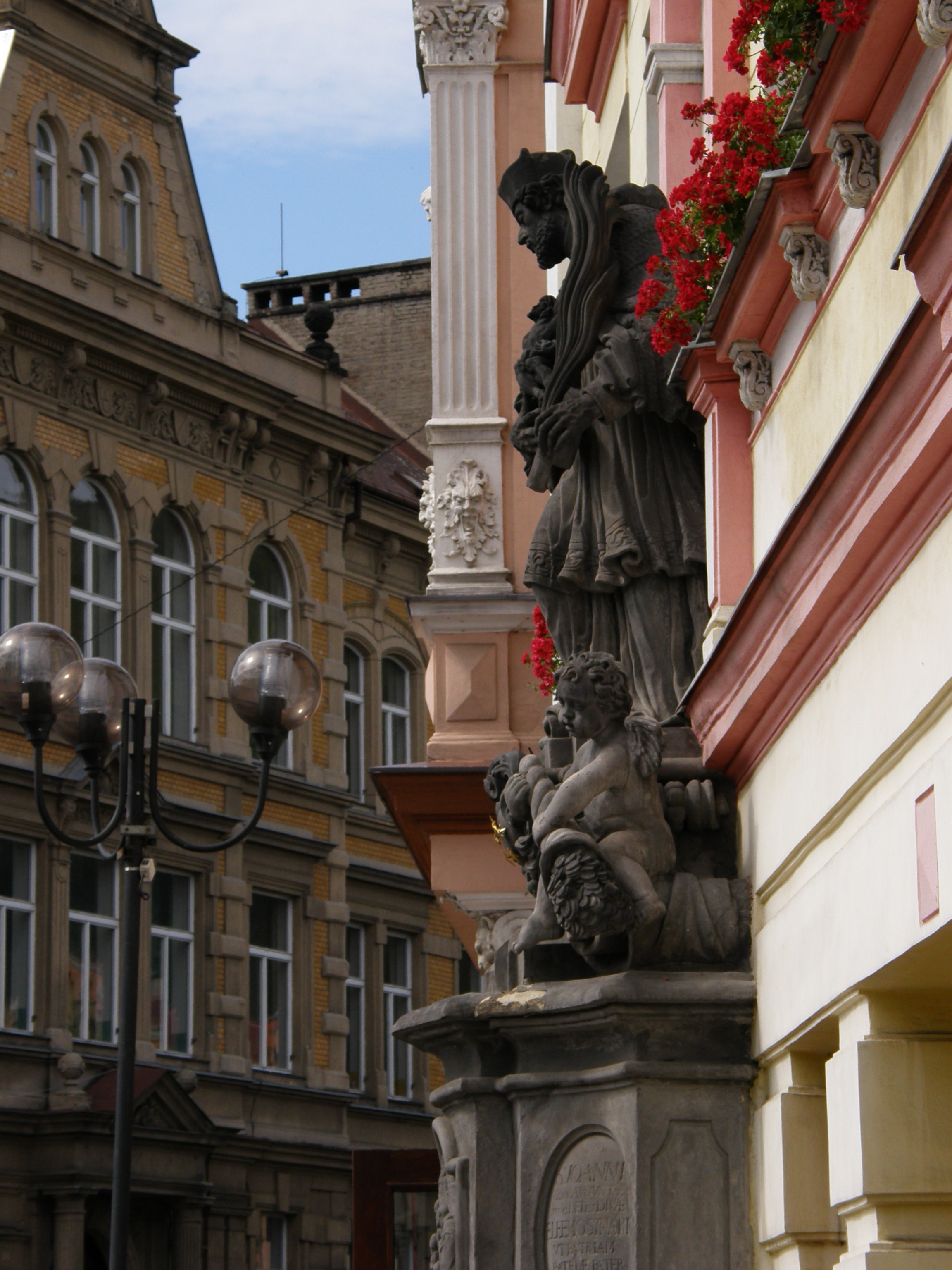
Socha sv. Jana Nepomuckého v Oseku
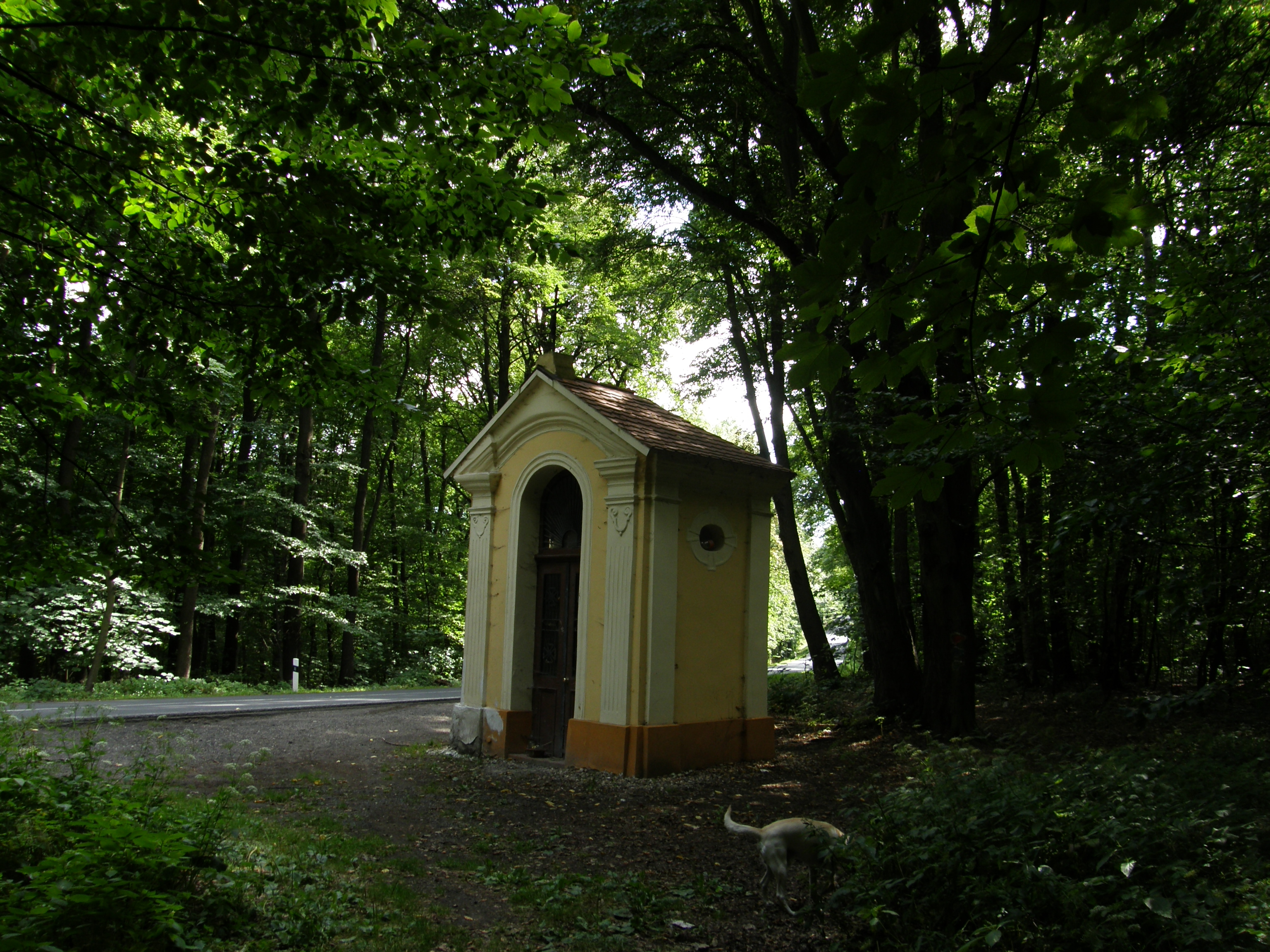
Kaple v Oseku u silnice směrem na obec Lom
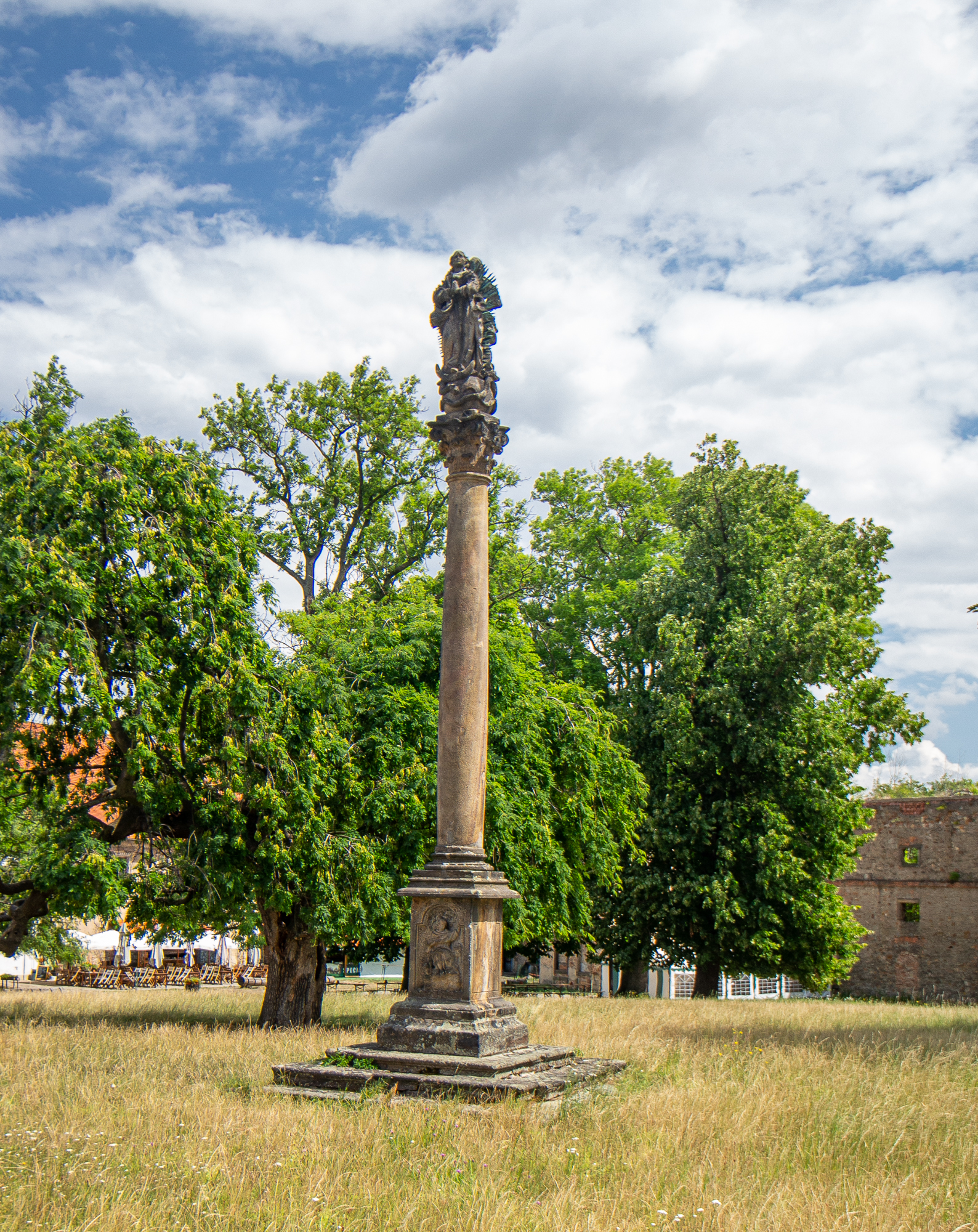
Mariánský sloup, Osek
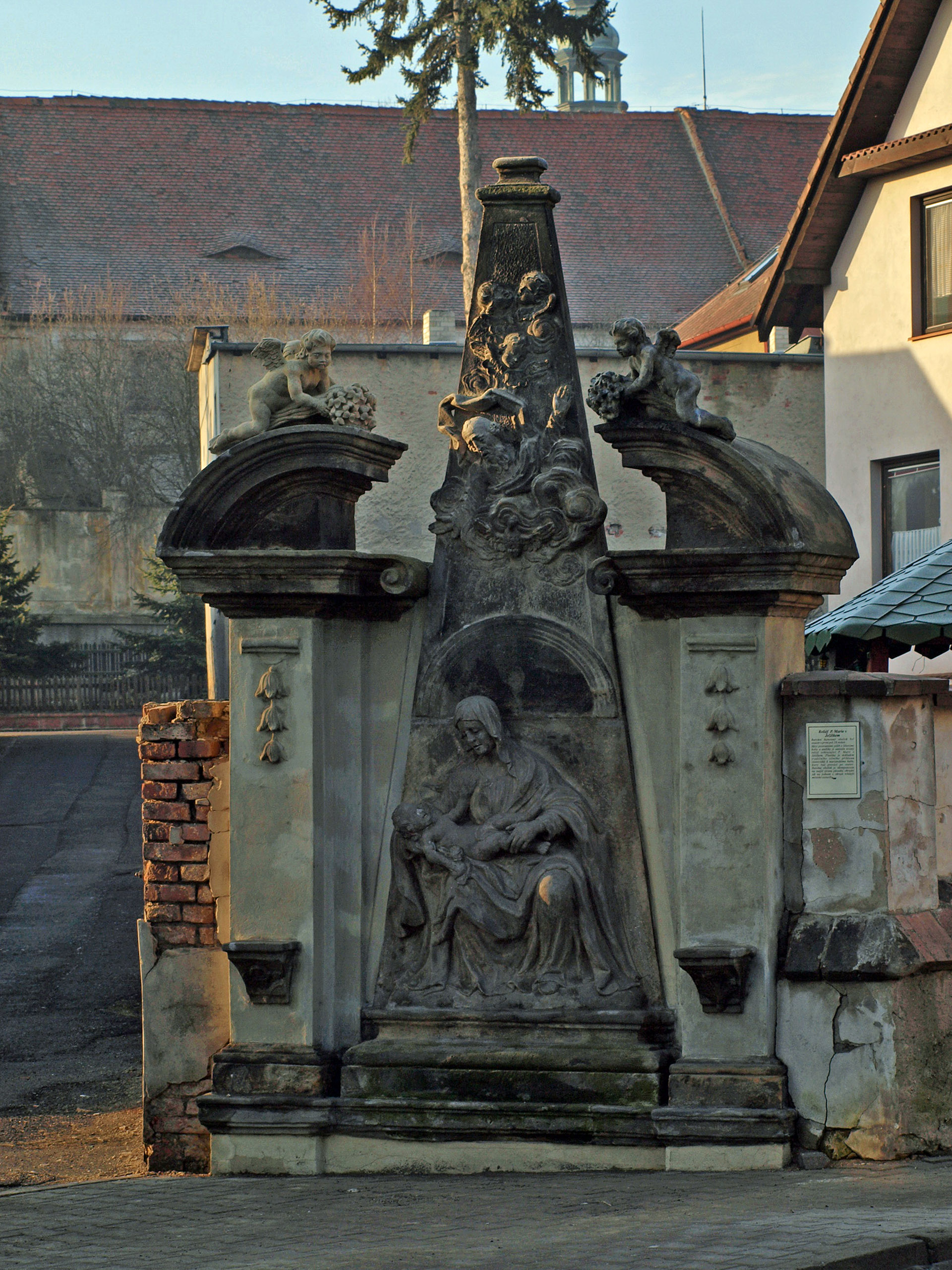
Obelisk se sochou Panny Marie s Ježíškem v Oseku
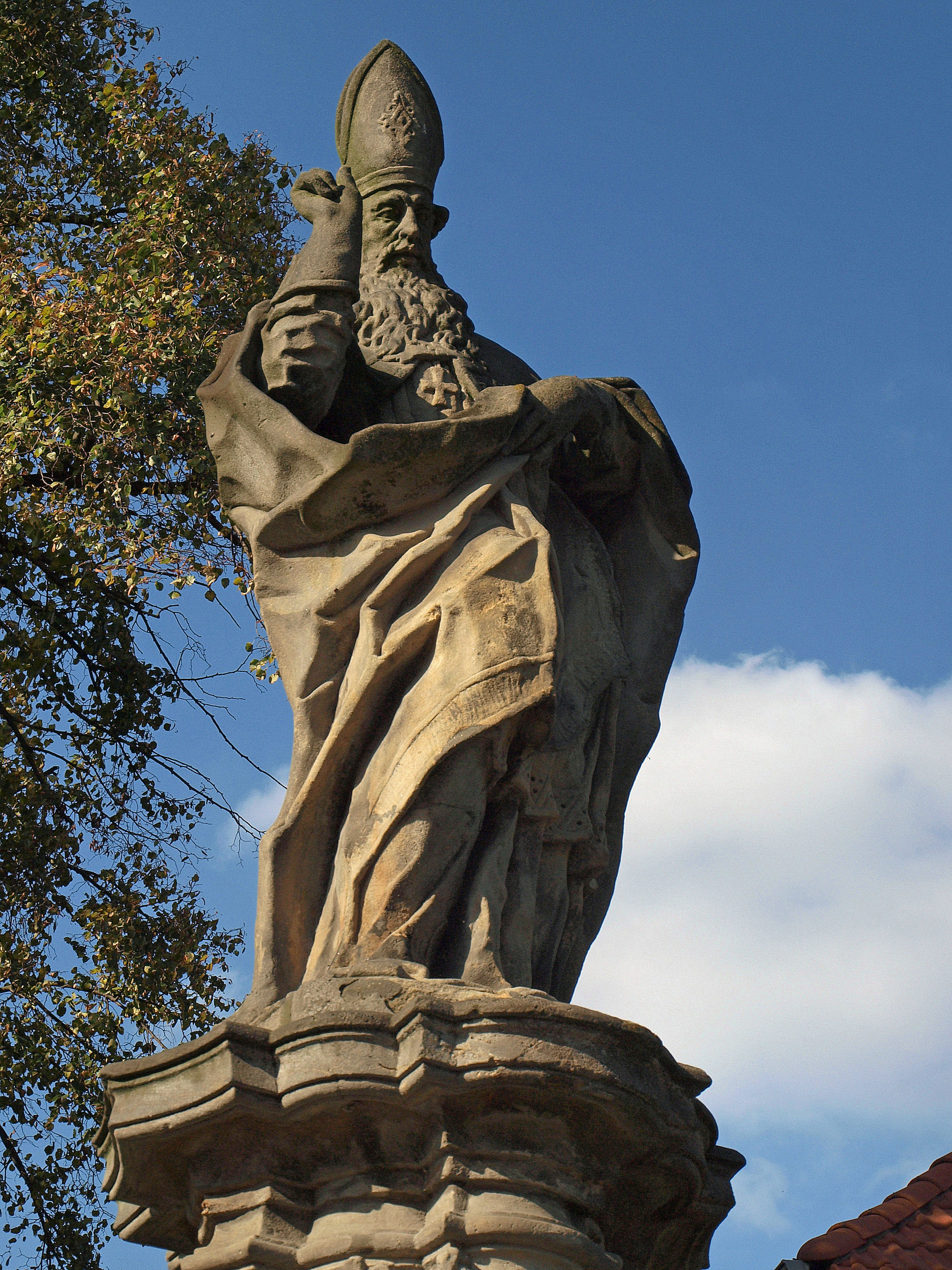
Socha sv. Valentina v Oseku
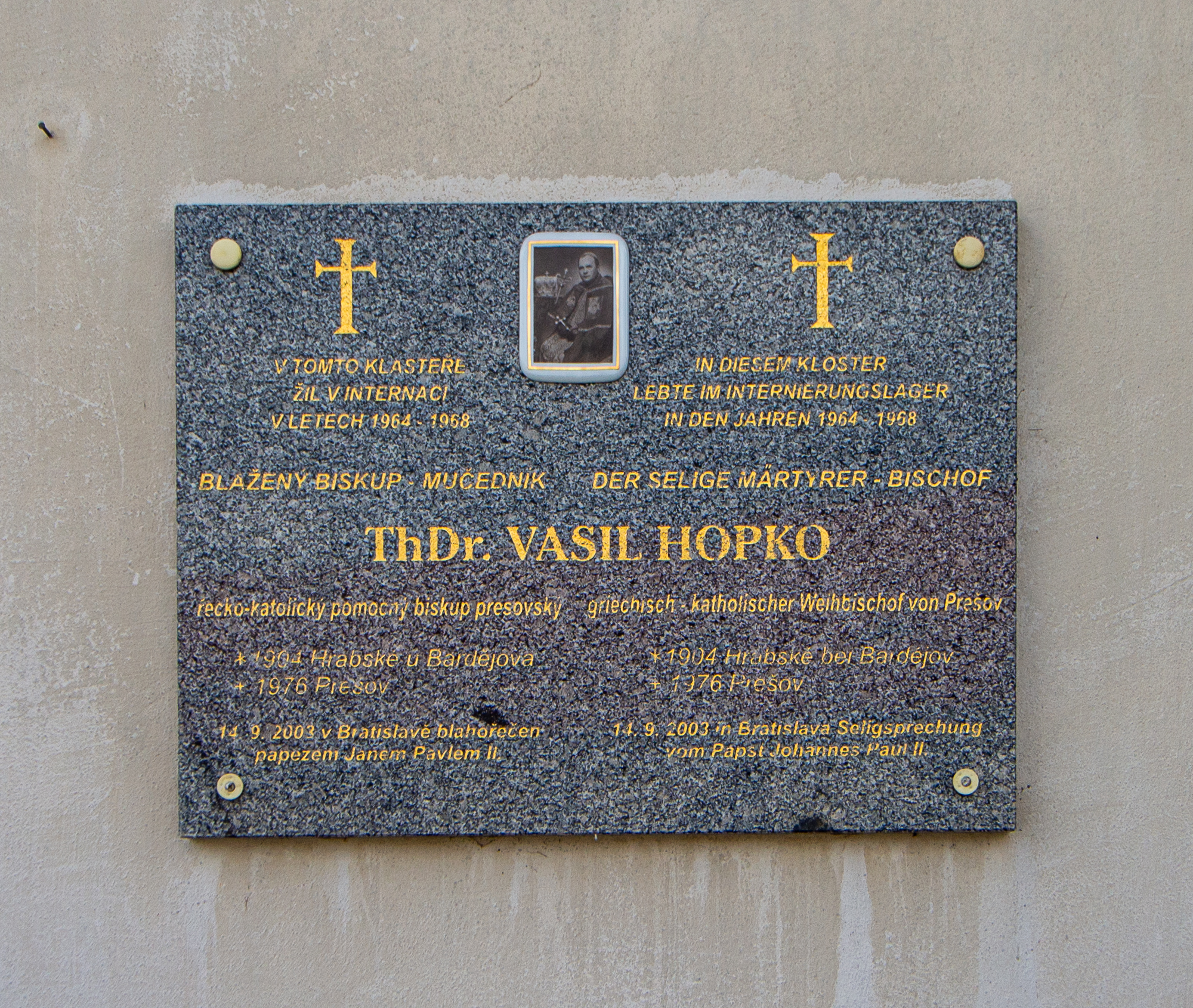
Pamětní deska v klášteře v Oseku
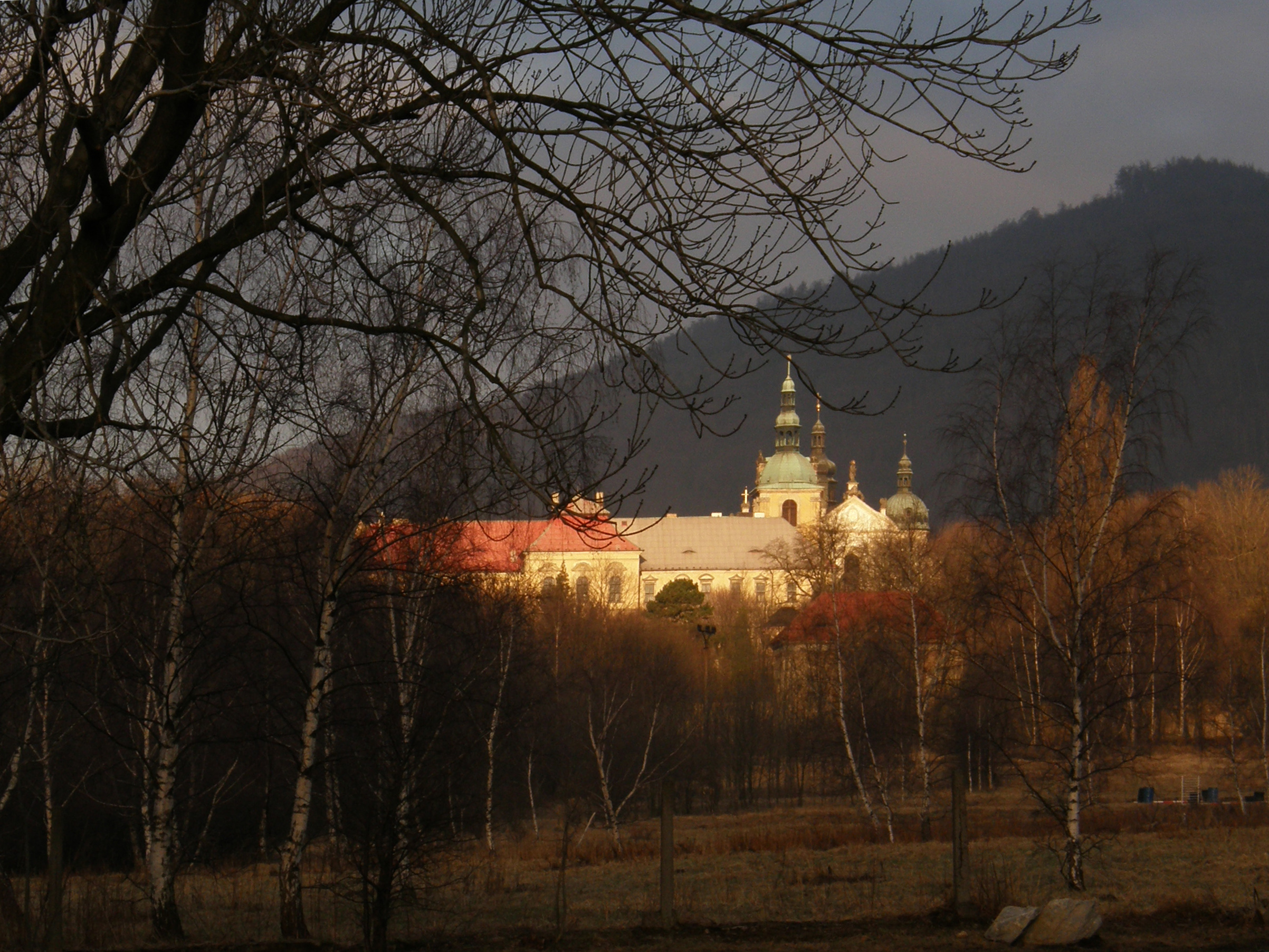
Cisterciácký klášter Osek
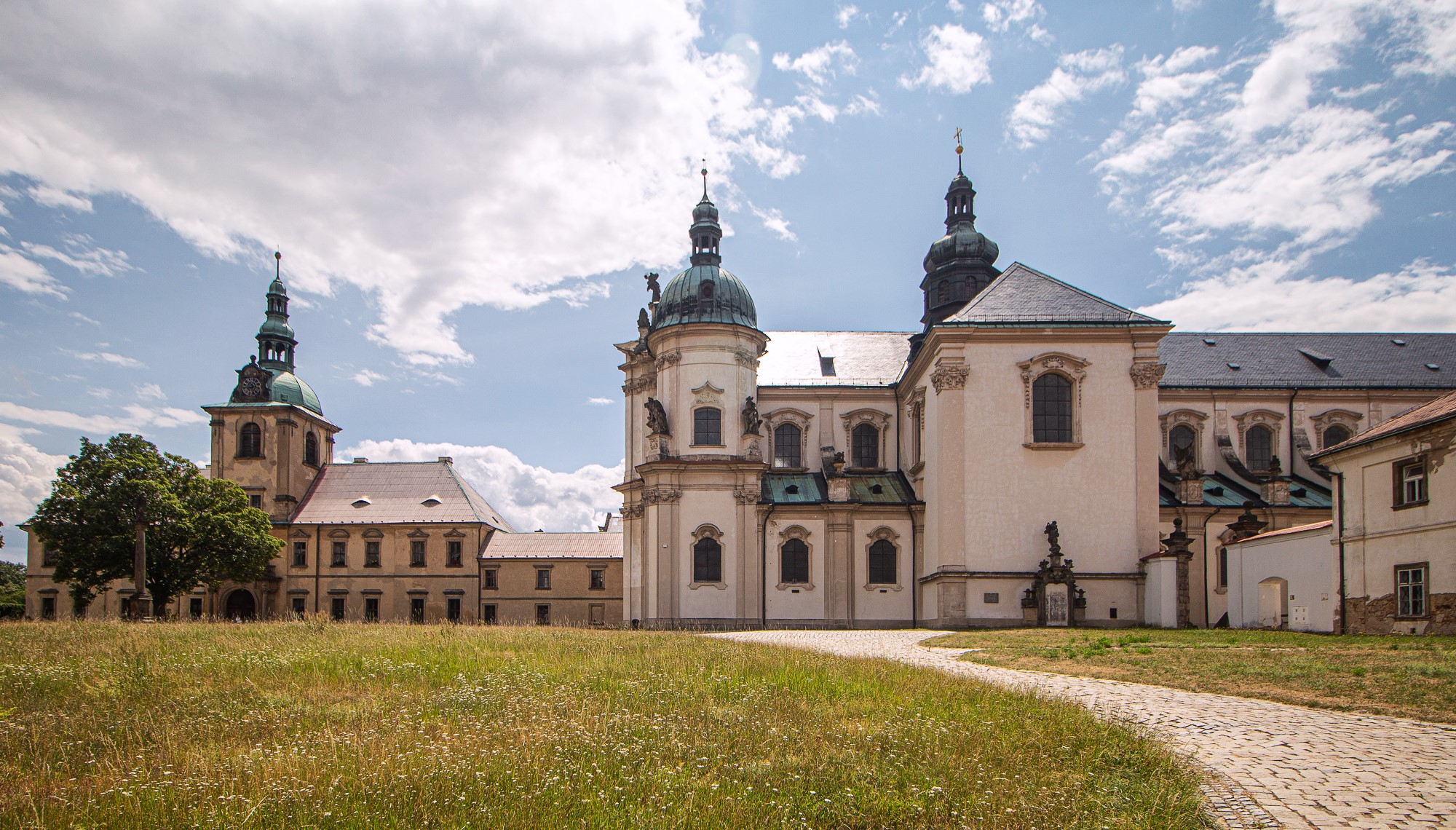
Opatství v Oseku
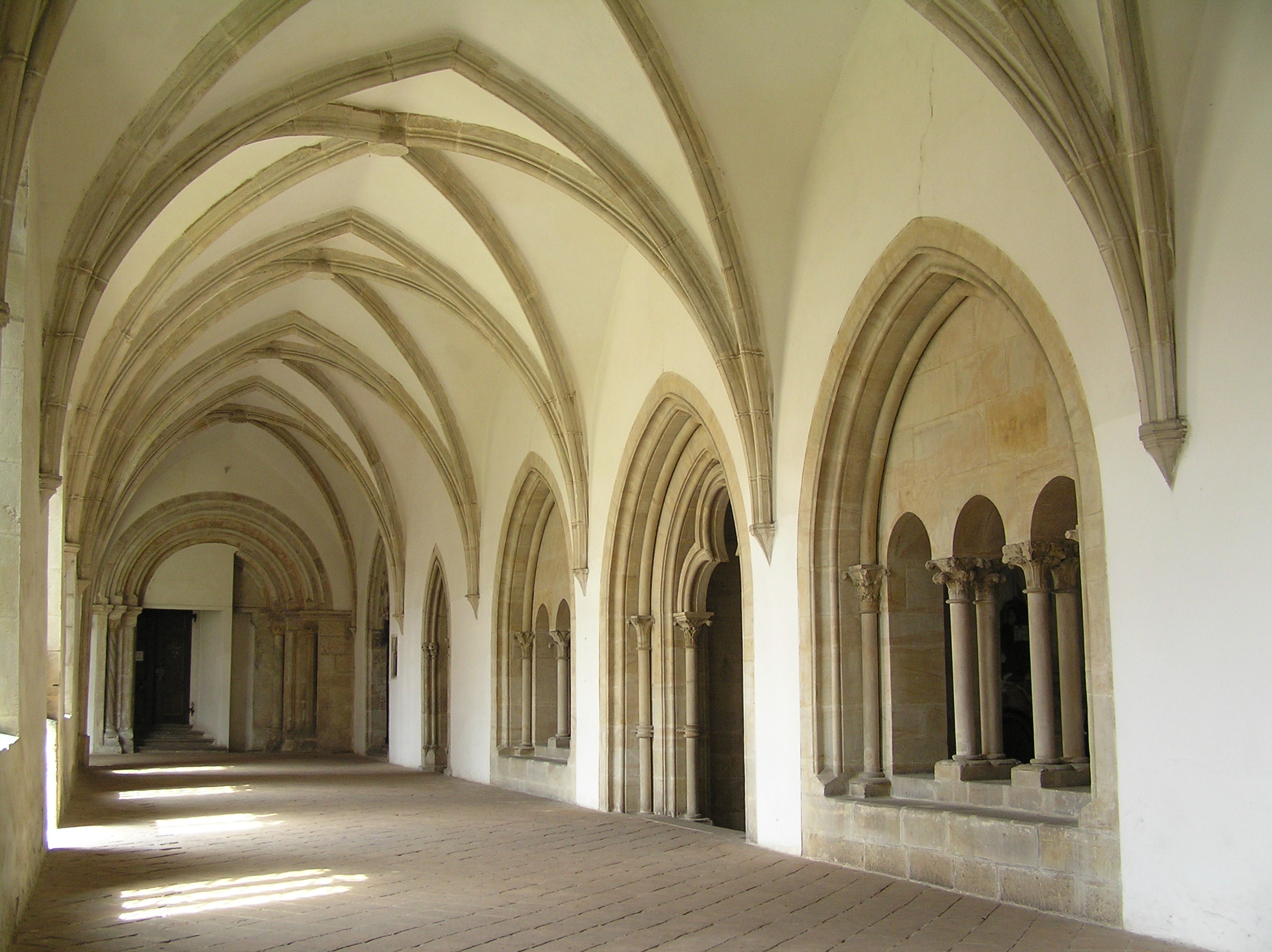
Křížová chodba v klášteře v Oseku